# L'Annonciation (Magritte)
Pour les articles homonymes, voir Annonciation.
L'Annonciation est un tableau du peintre belge René Magritte réalisé en 1930. Cette huile sur toile surréaliste est un paysage arboré et ponctué de blocs rocheux que domine une étrange installation monumentale notamment constituée d'une série de grands grelots fixés à du métal ondulé. Évocation du mystère de l'Annonciation si l'on en croit son titre, cette œuvre évoque surtout, de par sa composition, L'Île des morts d'Arnold Böcklin. Il demeure néanmoins possible de se forcer à y reconnaître, dans ce qui s'apparente à deux bilboquets géants, un renvoi au couple formé par Gabriel et Marie, du papier blanc troué évoquant les ailes déployées de l'archange. Cette annonciation est conservée à la Tate Gallery, à Londres, au Royaume-Uni.